# Presbyterorum ordinis
Presbyterorum ordinis, s podtitulem „Dekret o službě a životě kněží“, je jedním z dokumentů Druhého vatikánského koncilu. Dokument byl promulgován 7. prosince 1965 papežem Pavlem VI. po schválení v poměru 2390 ku 4 hlasům mezi shromážděnými biskupy. Název znamená v latině „kněžský stav“. Jak je u podobných dokumentů v katolické církvi zvykem, je převzat z prvního řádku dekretu (jeho incipitu). 

## Historie
Snaha koncilních otců o vydání samostatného a specifického koncilního dekretu o kněžství začala na druhém zasedání koncilu (1963) v průběhu diskusí o návrzích dogmatické konstituce o církvi (Lumen gentium). Presbyterorum ordinis se stalo jedním z určujících dokumentů o úloze a povinnostech kněžství v moderní době.

## Principy
Jako ve všech dokumentech koncilu je zde sledován princip jednoty a svobody. Kněz není pánem, ale služebníkem. Nemá bránit iniciativě věřících. Má si být vědom toho, že zastupuje Krista. V dokumentu je mj. zdůrazněna poslušnost jako ctnost zralé svobody, význam dobrovolné chudoby, důležitost rozjímání a nutnost hledání nových pastoračních cest. Celibát není podle dekretu jen otázka askeze, ale znamením a pobídkou k pastýřské lásce, zvláštním zdrojem duchovní plodnosti ve světě.

## Recepce
Období, které následovalo po promulgaci Presbyterorum ordinis, bylo poznamenáno výrazným poklesem počtu kněžských povolání v západním světě. Představitelé církve tvrdili, že na vině je odvěká sekularizace, která s dokumenty koncilu přímo nesouvisí. Historici také poukazovali na škody způsobené v roce 1968 sexuální revolucí a silnou odezvou na Humanae vitae. Jiní autoři však tvrdili, že pokles počtu povolání byl přinejmenším částečně záměrný jako součást snahy o deklerikalizaci církve a umožnění pluralitnějšího kléru. V roce 1995 podle Kongregace pro klérus v posledních letech „navzdory různým přetrvávajícím obtížím dochází k pozitivnímu kvantitativnímu a kvalitativnímu oživení, které dává naději na druhé kněžské jaro“.
S tím souvisel odchod z kněžství, který začal za Pavla VI. a pokračoval i za pontifikátu Jana Pavla II. V roce 2007 časopis La Civilta Cattolica uvedl, že v letech 1964–2004 odešlo z kněžské služby 69 063 kněží; později se jich vrátilo 11 213.
V listopadu 2015 vystoupil papež František na konferenci pořádané Kongregací pro klérus u příležitosti 50. výročí vyhlášení dekretu Presbyterorum ordinis II. vatikánského koncilu. Delegátům, kteří se konference zúčastnili, řekl: „Dobro, které mohou kněží konat, pramení především z jejich blízkosti – a něžné lásky k jejich lidu. Nejsou to filantropové ani funkcionáři, ale otcové a bratři. ... I kněží mají svůj životopis a nejsou ,houbamiʻ, které náhle vyrostou v katedrále v den svého vysvěcení.“